# Mylon ander
Mylon ander är en fjärilsart som beskrevs av Evans 1953. Mylon ander ingår i släktet Mylon och familjen tjockhuvuden. Inga underarter finns listade i Catalogue of Life.